# Masakr v Devínské Nové Vsi
Masakr v Devínské Nové Vsi se odehrál v pondělí 30.
srpna 2010 na předměstí Bratislavy, kdy střelec jménem Ľubomír Harman zabil 7 lidí, dalších zhruba 15 postřelil a nakonec spáchal sám sebevraždu. Útočník vnikl do bytu jednoho z panelových domů a střelbou smrtelně zranil pět příslušníků jedné rodiny (čtyři ženy a jednoho muže). Dále u vchodu do domu zastřelil šestého člověka, který se schovával za jiným kolemjdoucím. Poté začal na ulici náhodně střílet a zranil tak dalších 9 lidí. Nakonec zastřelil i poslední oběť – ženu, která se vyšla podívat na balkón, co se děje. Jednoho ze zasahujících policistů střelil do úst. Po přivolání jednotky rychlého nasazení byl Harman obklíčen u zdi jednoho z domů a ve vzniklé přestřelce vážně poraněn. V tento okamžik obrátil zbraň proti sobě a střelil se do hlavy.
Ke střelbě použil dvě pistole a samopal vzor 58. Vrah bydlel ve třetím patře objektu, v němž střílel, a napadená rodina ve druhém. Mezi zraněnými byl i jeden Čech, kterého střelec zasáhl do pánevní oblasti a byl v kritickém stavu převezen do nemocnice. Z důvodu této události vyhlásilo Slovensko ve čtvrtek 2. září státní smutek.
O události byl v roce 2011 natočen dokudramatický film Děvínský masakr.